# Ікона Поліської Божої Матері Луковської

Ікона Поліської Божої Матері Луковської

Поліська ікона Божої Матері — чудотворна ікона Божої Матері. Зберігається в церкві села Луково Малоритського благочиння (Малоритський район).

## Культ
Вшановується на Десятуху, десяту п'ятницю після Великодня. На свято і ярмарку в великому числі збиралися селяни од Дивина до Олтуша. Особливими гостями були богомольці, лірники і духовенство, що прибувало з оддалених місцевостей. В діброві на мисі Луковського озера, відомого як урочище Уструв, збудовано церкву. Поблизу церкви на березі озера знаходився камень-слідовик, з зображенням слідка Божої Матері. Простежується зв'язок культу ікони Поліської Матері Божої з культом Почаївської ікони Божої Матері.

## Легенди
У Луково існує кілька легенд і переказів про появу Божої Матері. Найбільш поширена з них розповідає про те, як Богородиця показала людям брід через озеро.

## Назва
Походить від довгого перебування у складі Поліського церковного намісництва, Поліської волості Берестейського повіту і географічного характеру місцевості. Ікона відома під такою назвою з першої половини XX століття.

## Історія
В 1961 році церква, в якій знаходилася ікона Поліської Богородиці була зачинена. Частину ікон вивезено до приходу в Чорнянах. Ікона Поліської Матері Божої зникла. Місцеві жителі вважають, що вона була затоплена в озері разом з іншими предметами культу. Відновленню пам'яті про культ ікони Поліської Матері Божої в 90-і роки XX століття сприяли місцеві уродженці, поет Василь Стасюк і освітянин Павло Сац. 11 листопада 2010 року єпископ РПЦ Берестейський і Кобринський освятив в Лукові престол і церков на честь явління Матері Божої. На Десятуху 2011 року разом із місцевим духовенством одправив службу в каплиці малоритський благочинний Віктор Політіло. 22 червня 2012 року єпископ Іоан правив службу в Свято-Різдво-Богородичній церкві. В церкві на Устрові заспівали величання іконі Божої Матері Луковської.

## Опис
Прототипом ікони Поліської Матері Божої є Одигітрія. Професор Володимир Рожко характеризує її так: «Зображення поясне. Богородиця в національній український одежі з глибокого Полісся. Дитятко Ісусик на лівій руці у вишитій сорочці. … Ця ікона — найкраще втілення митцем образу Поліської Матері — Матері страдниці, трудівниці, патріотки рідної землі і свого народу». Образ, як і ікона Почаївської Богородиці, відомий у кількох списках. В 1999 році кобринський іконописець написав ікону Луківської Матері Божої. Вона була подарована митрополиту Філарету. Митрополит подарував її Мінським духовним школам при Жировицькому чоловічому монастирі. На списку Богородиця (у образі Матері Божої Скорботної) стоїть на камені зі слідком на тлі Луківського озера. На початку 2012 року житель Берестя подарував луківський церкві список ікони Поліської Богородиці, підписаний українською мовою «Образ Поліської Божої Матері Луковської». Образ написано в неовізантийському стилі. Біле «покривало», прикрашене орнаментом, є традиційним поліським символом материнства і чистоти. Зображення Богородиці і Спасителя наближене до інконописного канону.